# Tully (Queensland)

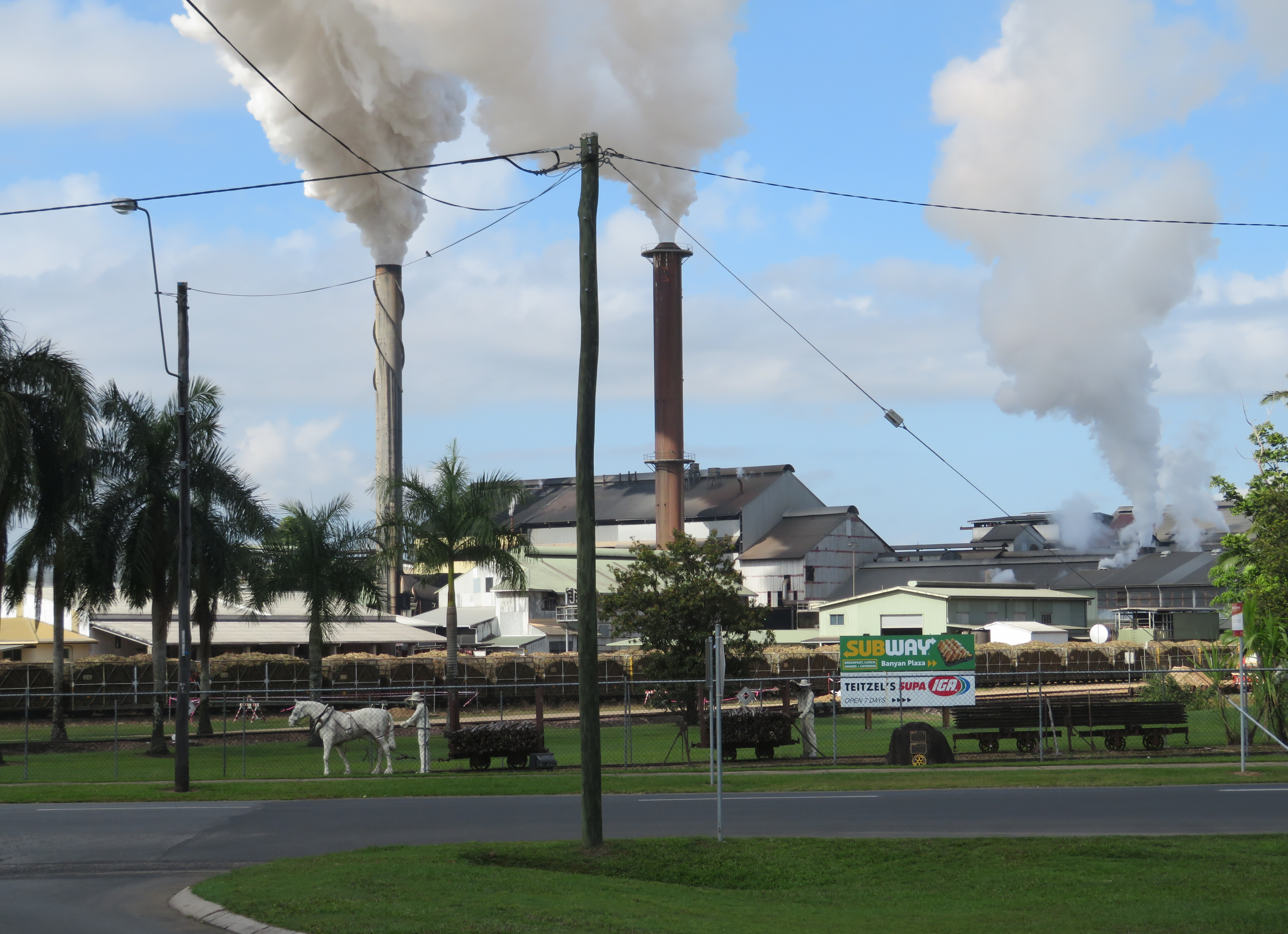
Zuckerfabrik und Denkmal

Tully ist ein Ort im australischen Bundesstaat Queensland.

## Lage
Tully liegt nahe der australischen Ostküste zwischen Innisfail im Norden und Ingham im Süden. Nicht weit vom Ort entfernt mündet südöstlich der Fluss Tully River ins Korallenmeer, nordöstlich liegt das Dorf Mission Beach. Von Tully erreicht man die nahegelegenen Nationalparks Tully-Gorge und Tully-Falls.

## Wirtschaft
Tully ist einer der größeren Städte der Cassowary Coast Region. Die wirtschaftliche Grundlage der Region ist die Landwirtschaft, wobei Zuckerrohr- und Bananenanbau dominieren. Das angebaute Zuckerrohr wird in der Zuckerfabrik als Rohzucker verarbeitet. Vor der Zuckerfabrik im Zentrum der Stadt veranschaulicht ein Denkmal, wie das Zuckerrohr früher mit Pferdewagen transportiert wurde. Ein umfangreiches Eisenbahnschmalspurnetz ermöglicht noch heute den enormen und effizienten Transport des Zuckerrohrs. Über 9 Lokomotiven sind dabei tagsüber im Einsatz.

## Klima
In Tully, das als regenreichster Ort Australiens gilt, bestimmt der nordaustralische Monsun das Wetter. Damit liegt der Ort in der Gefahrenzone für tropische Wirbelstürme. In der Nacht vom 2. auf den 3. Februar 2011 traf das Zentrum des Zyklons Yasi bei Mission Beach auf Land und richtete auch in Tully große Schäden an. Neben dem südlich gelegenen Cardwell gehörte Tully zu den am schwersten betroffenen Gebieten.

## Verkehr
Tully liegt an der Eisenbahnlinie von Brisbane nach Cairns, auf der fünfmal pro Woche der Zug Spirit of Queensland in beiden Richtungen verkehrt und auch in Tully hält.